# Batería de hojas de BYD

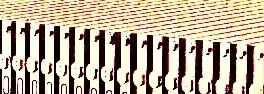
Vista de varias celdas en un paquete de baterías Blade de BYD.

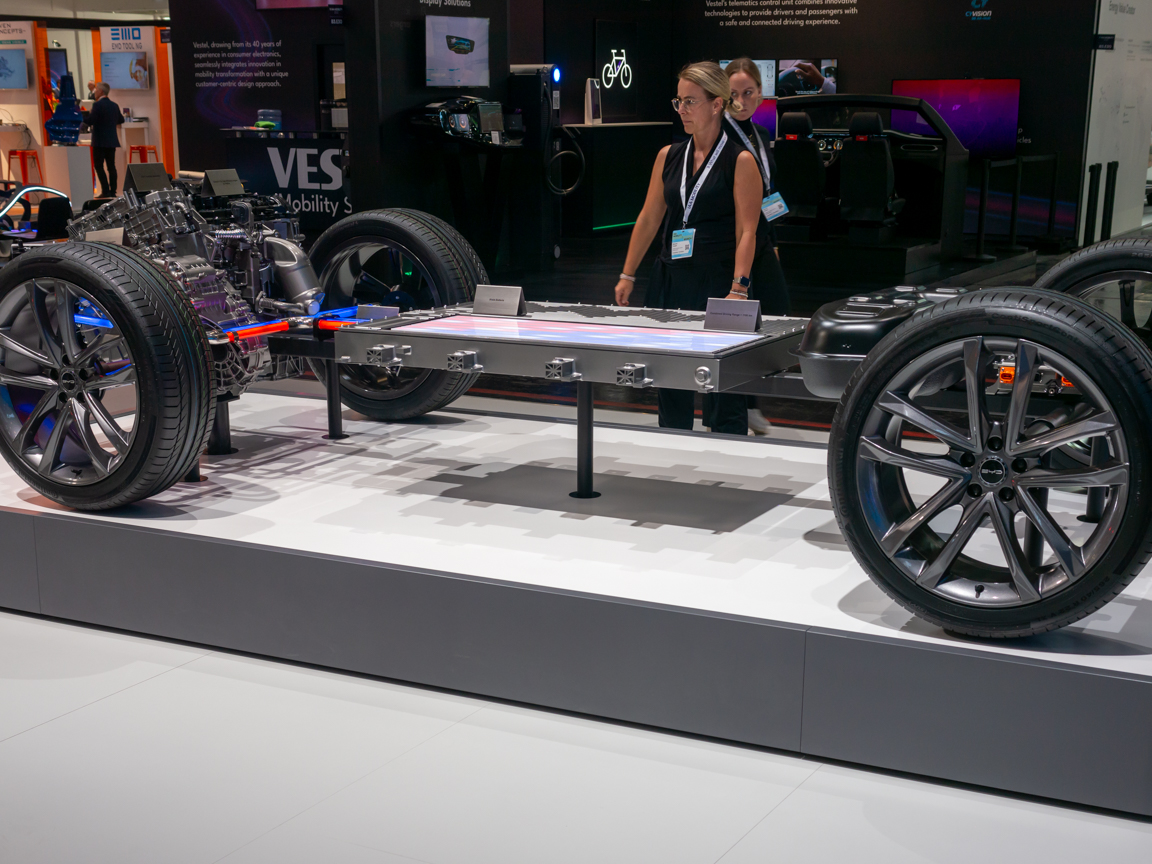
Baterías Blade expuestas en el IAA Cumbre 2023, Alemania

La batería Blade (BYD blade battery, en inglés) es una batería de litio-ferrofosfato (LFP) para vehículos eléctricos, desarrollada y fabricada por FinDreams Battery, una filial del fabricante chino BYD.  El objetivo de estas baterías es alcanzar una autonomía de hasta 800 km, lo que representaría una mejora del 33% en comparación con el alcance de las baterías para vehículos eléctricos anteriores.
La batería Blade es una batería monocelda de, usualmente, 96 x 9 centímetros, con un diseño especial que permite insertarla en un paquete de baterías como si fuera una "hoja" o "espada" (de ahí su nombre en inglés, "blade"). Se fabrica en varias longitudes y grosores.  Este diseño reduce el tamaño del paquete de baterías en más de un 50% en comparación con las baterías convencionales, mejorando la densidad energética y, por tanto, la autonomía del vehículo.
BYD lanzó oficialmente la batería Blade en 2020. Según BYD, la batería Blade ofrece ventajas significativas en seguridad, autonomía, longevidad, resistencia y potencia, en comparación con las baterías de litio convencionales y otras baterías de litio-ferrofosfato.

## Seguridad
BYD destaca la seguridad como una de las principales ventajas de la batería Blade.  En pruebas de penetración con clavos, la batería Blade no emitió humo ni fuego, y su temperatura superficial solo alcanzó entre 30 y 60 °C.  Además, superó otras pruebas extremas, como ser aplastada, doblada, calentada en un horno a 300 °C y sobrecargada al 260%, sin que ninguna de estas condiciones provocara un incendio o una explosión.
BYD afirma que los vehículos eléctricos equipados con la batería Blade son mucho menos susceptibles a incendiarse, incluso en caso de daños graves.